# Juan Luis Beigbeder Atienza
Juan Luis Beigbeder Atienza (Cartagena, Múrcia, 31 de març de 1888 - Madrid, 6 de juny de 1957) va ser un destacat militar i polític espanyol durant la Guerra Civil Espanyola i els primers anys de la Dictadura franquista. En el Protectorat del Marroc va ocupar els llocs de Delegat d'Afers Indígenes i Alt Comissari. Després del final de la contesa, va ser nomenat Ministre d'Afers exteriors del govern franquista entre el 12 d'agost de 1939 i el 16 d'octubre de 1940.

## Biografia
Va prendre part en les guerres d'Àfrica de 1909-1910, participant en els combats de Aid Yedida, Benicorfet, Beni-Hosmar, Beni-Salem i en la marxa sobre Xauen. Després del seu ascens a tinent coronel, fou nomenat agregat militar a l'Ambaixada d'Espanya a Berlín.

### Guerra Civil Espanyola
Es va sumar a la revolta militar del 17 de juliol de 1936: com a Delegat d'Afers Indígenes, es va encarregar d'organitzar les tropes mores que en nombre d'uns 50.000, s'alinearien amb Franco al llarg de la contesa. El 18 de juliol va acudir a informar al khalifa Muley Hassan i al gran visir de Tetuan de la rebel·lió militar que estava tenint lloc, aconseguint el suport de tots dos caps. Aquesta acció li va proporcionar l'amistat i col·laboració de les autoritats marroquines durant la resta de la contesa.
Autoritzat per Franco, va tractar amb el general Kuhlenthal (agregat militar de l'Ambaixada alemanya a París i amic seu) de l'enviament d'avions de transport, que serien comprats per societats privades alemanyes. Va ser nomenat Alt Comissari d'Espanya al Marroc el 13 d'abril de 1937., El 2 de desembre de 1937 va tenir lloc la primera reunió del recentment creat Consell Nacional del Movimiento, Beigbeder va ser un dels cinc militars que hi va participar com a conseller.

### Dictadura franquista
En agost de 1939 és nomenat per Franco ministre d'Afers Exteriors, càrrec que ocupà fins al 16 d'octubre de 1940. Després del començament de la Segona Guerra Mundial i l'imparable avanç de les tropes alemanyes en el front europeu, Franco substitueix l'anglòfil Beigbeder per Ramón Serrano Suñer, cunyat de Franco i conegut germanòfil. Va passar a la reserva amb el grau de general. En opinió de Francisco Franco Salgado-Araujo, la seva feblesa per les dones la feia compatible amb tots els seus vicis:
| « | Jo no oblido que quan se'l va nomenar ministre, a proposta de Ramón Serrano Suñer (sens dubte per gratitud, ja que va ser nomenat interventor honorífic del Marroc espanyol, quan la visita que Serrano va efectuar a la nostra zona sent Beigbeder alt comissari), li vaig dir a Serrano: Beigbeder, amb els seus afalacs i el seu caràcter simpàtic per als moros, no ho ha fet malament d'Alt comissari; però serà un mal ministre d'Afers exteriors donada la seva feblesa per les dones, i especialment per les senyores exòtiques" | » |

El mateix autor posa en boca del seu cosí el dictador Francisco Franco, en relació amb l'entrevista que va mantenir amb Adolf Hitler a la localitat fronterera d'Hendaia, les següents paraules:
| « | L'actuació del ministre de Relacions Exteriors d'aquella època, general Beigbeder, no era res imparcial i no inspirava confiança a l'ambaixador del Tercer Reich. Beigbeder era completament germanòfil, però tenia una amiga anglesa que possiblement estava fent al seu costat el paper d'espia. | » |

Avançada la contesa mundial, va ser confinat sota arrest domiciliari en Ronda. L'any 1943, davant el gir que prenia la II Guerra Mundial a favor dels aliats, va conspirar amb el general Aranda a favor d'una restauració de la Monarquia, malgrat la qual cosa va ser rehabilitat i es va encarregar d'una missió davant el president Roosevelt que va contribuir a mitigar l'hostilitat cap a Franco de les potències vencedores en 1945.

## Condecoracions
- Orde de Sant Llàtzer de Jerusalem: Nomenat cavaller d'aquesta ordre el 1940, amb el grau de Gran Creu.
- Gran Creu de la Medahuia: El khalifa Hassan Ben el Mehedi Ben Ismael li va concedir la condecoració, a petició del llavors Alt Comissari al Marroc, Rafael García Valiño. Segons el parer del mateix Francisco Franco aquesta concessió va ser una maniobra per rehabilitar-lo, després del seu cessament com a canceller, en el mitjans indígenes marroquins, i també fruit de la gran amistat que l'unia amb l'ambaixador britànic.

## Beigbeder en la cultura
L'escriptora María Dueñas fa un retrat d'aquest personatge en la seva primera novel·la El tiempo entre costuras (2009), parcialment ambientada en la Ciutat internacional de Tànger i a Tetuan (capital del Protectorat Espanyol al Marroc) durant el context de la Guerra Civil Espanyola i la Segona Guerra Mundial.